# Рецидив (медицина)
Рециди́в (от лат. recidivus — «возвращающийся») в медицине — возобновление болезни после кажущегося полного выздоровления (ремиссии). Рецидив объясняется тем обстоятельством, что патоген в ходе лечения не полностью исчезает из организма и, в определённых условиях, вновь вызывает появление симптомов заболевания. Клиническая картина рецидива, как правило, повторяет клиническую картину первичного заболевания, нередко в усугубленной форме. К рецидиву не относится реинфекция — повторное заражение тем же (или незначительно мутировавшим) инфекционным агентом из внешней среды, что и первичный. Также к рецидиву не относится активация патологического процесса в метастазе (рецидивом считается возобновление роста опухоли на её исходном месте).
Среди основных причин рецидива заболевания обычно указывают:
- Циклический характер самого заболевания (некоторые лихорадки, возвратный тиф и проч.)
- Неполное лечение (прежде всего при лечении злокачественных опухолей)
- Ослабление иммунитета вследствие переохлаждения, стресса (герпес, экзема и проч.)
- Несоблюдение показанной диеты после перенесённого заболевания (при колитах)

Лечение рецидива большинства заболеваний аналогично лечению первичного проявления этого заболевания. Нередко дополнительно назначаются фармацевтические препараты, способствующие усилению иммунитета для предотвращения дальнейших рецидивов.